# Julius Söhnlein
Julius Söhnlein (* 28. September 1856 in Schierstein; † 6. Juni 1942 in Eberswalde) war ein deutscher Ingenieur und Erfinder, der den Zweitaktmotor entscheidend verbesserte.

## Leben und Wirkung
Der Sohn des Sektfabrikanten Johann Jacob Söhnlein beschäftigte sich schon seit seiner Kindheit mit Fahrzeugen. Schon 1873 soll er ein betriebsfähiges Motorfahrzeug gebaut haben. Ein Modell davon stand im Deutschen Museum, das jedoch 1944 durch Kriegseinwirkungen zerstört wurde. 1891 erhielt Söhnlein das D.R.P.-Patent Nr. 83210 auf einen Zweitaktmotor, bei dem durch den Arbeitskolben Einlass-, Überström- und Auslassvorgang gesteuert wurde; der Kurbelkasten diente als Spülpumpe.

„Die zu beschreibende Maschine hat keinen eigentlichen Steuermechanismus, auf jede Umdrehung hat man einen Krafthub. Statt die Funktionen der Steuerung einem besonderen Mechanismus zu übertragen, werden bei der vorliegenden Maschine die Steuervorgänge dadurch auf die einfachste Weise bewirkt, daß der Arbeitskolben gewisse in der Zylinderwand angebrachte Öffnungen überläuft und dadurch periodisch überdeckt oder offenlässt.“

Im Gegensatz zum Zweitaktmotor von Dugald Clerk, mit separater Spülpumpe und automatischen Rückschlagventilen an Einlass- und Überströmkanal, war Söhnleins Zweitaktmotor vom Kolben gesteuert und der Spülgasstrom wurde durch einen Kanal im Kolbenboden geleitet (die sogenannte „Fontänenspülung“). Julius Söhnlein selbst nutzte seine Erfindung nicht kommerziell, sein Bruder Heinrich Söhnlein (1858–1942) jedoch gründete in Wiesbaden nach der Jahrhundertwende den Hersteller „Solos“ (auch „Solos-Motorenfabrik Schierstein“) und produzierte nach den Patenten seines Bruders Zweitaktmotoren. Er baute langsam- und schnelllaufende Zweitaktmotoren mit einer Leistung von 1,5 bis 12 PS (1,1 bis 9 kW), unter anderem für den Ankerspillantrieb auf Schiffen der Rheinschifffahrt. 1917 wurde die Firma aufgelöst und der Name geriet in Vergessenheit.
Bis heute werden nahezu alle kleinen Zweitaktmotoren nach Söhnleins System schlitzgesteuert, aber der Name Söhnlein wird fast ausschließlich mit der Söhnlein Sektkellerei in Verbindung gebracht.